# Bairrismo
O chamado bairrismo se refere à defesa de interesses do bairro ou de sua terra tanto por atitudes de defesa exacerbada de suas alegadas virtudes ou, por analogia, da terra natal de alguém. O termo geralmente possui uma conotação negativa, pois ao bairrismo está vinculada uma visão estreita de mundo que menospreza tudo aquilo que vem de fora. Raramente o bairrismo é encarado como uma atitude positiva, de amor e orgulho por uma região, pelo fato de ferir a paz entre os povos das mais diversas regiões.
No Brasil, o fenômeno é identificado desde meados do século XIX, envolvendo políticos que se pretendiam alçar à condição de estadistas, elevando-se acima dos meros interesses regionais.
Em Portugal, Vasco Graça Moura já comparou o sentimento de bairrismo a um complexo de inferioridade.